# Византийская музыка
Музыка Византии не представляет собой стилистически единого культурного феномена.
Суждения о ней носят в большой степени гипотетический характер в связи с полным отсутствием нотных памятников светского музицирования и невозможностью расшифровки древнейших (конца X в.) памятников церковного (православного) пения. Уверенно расшифровываемые церковно-певческие рукописи (а также теоретические трактаты, описывающие традицию византийского церковного пения), которые дошли до нас, датированы значительно позже того времени, которое по общему признанию является временем расцвета Византийской империи.

## История

### Истоки
Согласно утверждениям некоторых музыковедов и критиков, в частности греков, византийская музыка претерпела сильное влияние древнегреческой музыкальной культуры. Советские музыковеды К. К. Розеншильд и Ю. В. Келдыш находили влияние персидской, еврейской, сирийской и армянской песенности и предполагали влияние позднеантичной греческой музыки. Также нужно отметить римское влияние, так как в состав Византии вошли такие культурные центры, как Александрия и Антиохия. Исследователь византийской культуры Е. В. Герцман считает, что византийская музыка является продолжением позднеантичной.

### Церковное пение
Нотация византийской церковной музыки представляет собой региональную традицию невменной нотации. В ней обычно выделяют четыре разновидности, соответствующих четырём стадиям исторического развития системы:
- ранневизантийская (другое название — палеовизантийская); отмечается в рукописях X — первой половины XII вв.;
- средневизантийская (другие названия — медиовизантийская, круглая) — в рукописях с последней четверти XII до 1400 г.;
- поздневизантийская и поствизантийская — в рукописях и раннепечатных книгах с начала XV в. до 1814 г.

Традиция музыкальной интерпретации рукописей палеовизантийской нотации утрачена.
Звуковысотная линия распевов, записанных в системе средневизантийской нотации (и позже), расшифровывается. Ритм (например, иррациональное удлинение отдельных звуков, ферматы и паузы), исполнительские нюансы (например, динамические акценты, глиссандо, агогика) и богатая орнаментика (например, орнаментальная микрохроматика и вибрато), также «закодированные» в оригинальных невмах, расшифровываются неоднозначно и поныне составляют предмет полемики (зачастую весьма острой) специалистов-византологов. Несмотря на то, что сохранилось довольно значительное количество исторических текстов, описывающих средневизантийский распев (самый ранний — в рукописи F-Pn gr.261 — принадлежит концу XIII века), относиться к ним нужно с осторожностью — особенно в том, что касается сведений о ритме, орнаментике, строении звукорядов (в том числе об использовании в них хроматики) и т. д.
В 1814 г. так называемые Три дидаскала (другие обозначения реформы — «Хрисанфова нотация» и «Новый метод») предложили метод упрощённой расшифровки древних нотных рукописей, который получил распространение в практике современного греческого богослужения как основной. В XX в. попытки расшифровки византийской нотации умножились. Начиная с 1936 г. на Западе редакторами (под руководством Эгона Веллеса) серии научных изданий Monumenta musicae Byzantinae (MMB) был предложен свой способ расшифровки нотных рукописей. Их транскрипции передают мелодику как строго диатоническую, а ритмику как «свободную речевую». Эта «свобода», однако, в 5-линейной современной транскрипции MMB зафиксирована в виде всего лишь двух длительностей — четвертей и восьмых; таким образом, транскрипции редакторов MMB сильно напоминают (устаревшие) ритмизованные транскрипции григорианского хорала. Альтернативные (в основном, касающиеся ритма, реже мелодий) транскрипции памятников византийской нотации предложили видные западные учёные — немец Эвальд Яммерс (1962) и голландец Я. ван Бизен. Метод Бизена развил грек И. Арванитис, который настаивал на бинарной ритмике в византийских стихирах и ирмосах. В России ритмические транскрипции Арванитиса поддержала ученица И. Е. Лозовой М. Г. Школьник, которая приложила к византийским памятникам ритмическую систему, известную по русским (позднейшим) двоезнаменникам и музыкально-теоретическим трактатам. В самой Греции наиболее дерзкую попытку реставрации византийской церковной музыки предпринял Симон Карас (1903—1999), воспитавший плеяду ревностных последователей (один из ярких представителей школы Караса — Ликург Ангелопулос). Адепты неовизантийской традиции «трёх дидаскалов» отвергли реконструкцию Караса, охарактеризовав её как «непрофессиональную» и даже «еретическую».

## Рецепция
Византийская традиция легла в основу певческих традиций православных церквей, отправляющих богослужение по византийскому обряду. При том что рецепция византийской традиции пения в Древней Руси, как таковая, не подвергается сомнению, «музыкально-технические» частности таковой рецепции, а особенно взаимодействие локального и греческого стилей в русской церковной музыке — предмет острой полемики в исследованиях отечественных и зарубежных музыковедов-историков.

## Изображения

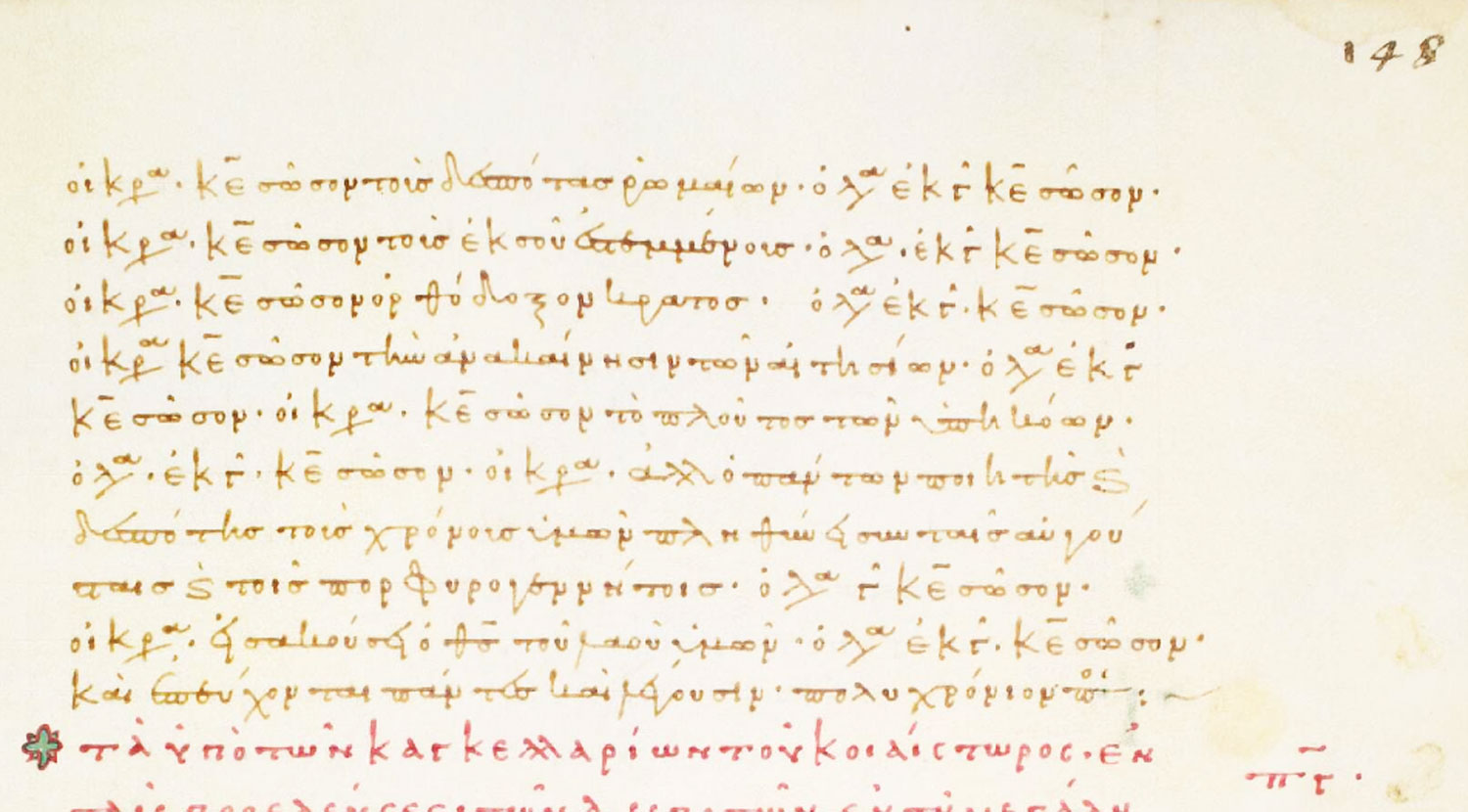
Приветствие во время праздника Луперкалий (15 февраля) на ипподроме в соответствии с Книгой церемоний, книга I, глава 82 (D-LEu Ms. Rep I 17, f.148r)

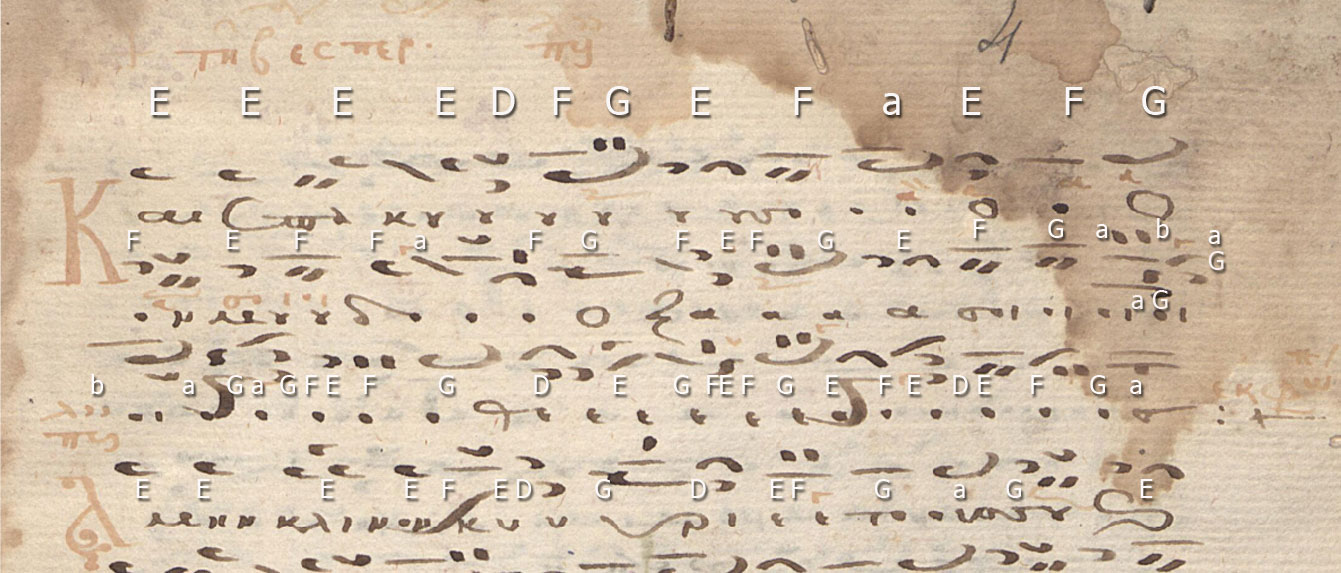
Чтение Псалма 85 κλῖνον, κύριε, τὸ οὖς σου καὶ ἐπάκουσόν μου «в понедельник вечером» (τῇ β᾽ ἑσπερ) в echos plagios devteros с предшествующим тропарем καὶ ἐπάκουσόν μου· δόξα σοι, ὁ Θεός в литургической рукописи около 1400 г. (GR-An Ms. 2061, fol. 4r)

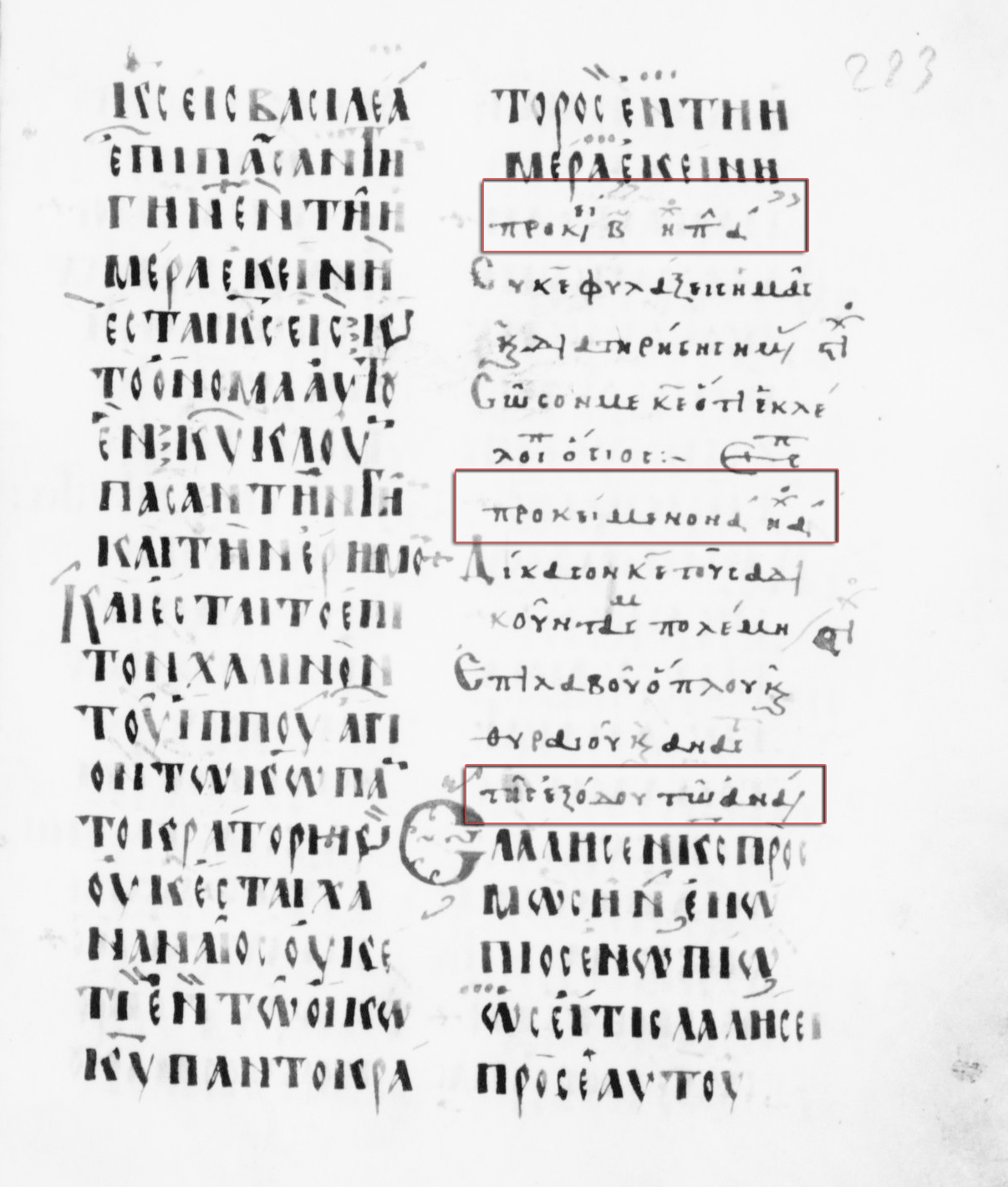
Первый из трёх пророческих уроков ἐλάλησεν κύριος πρὸς Μωυσῆν ἐνώπιος ἐνωπίῳ с эконетической нотацией красными чернилами (ἑσπ «вечер» с «уроком из Исхода»: Исх. 33:11–23) в Страстную пятницу Вечерне предшествует первый прокимен Δίκασον, κύριε, τοὺς ἀδικοῦντάς με (Ps 34:1) в отголосках протоса, написанного в X веке Профетологиона (ET-MSsc Ms. Gr. 8, f.223r). Предыдущий второй прокейменон Σοῦ, κύριε, φύλαξον с двойной версией (стихос Ps. 11:2) Σῶσον με, κύριε в отголосках плагиос протоса, заключённого Орфроса. Этот профетологион стал очень известен благодаря списку эконетических невмов на листе 303.

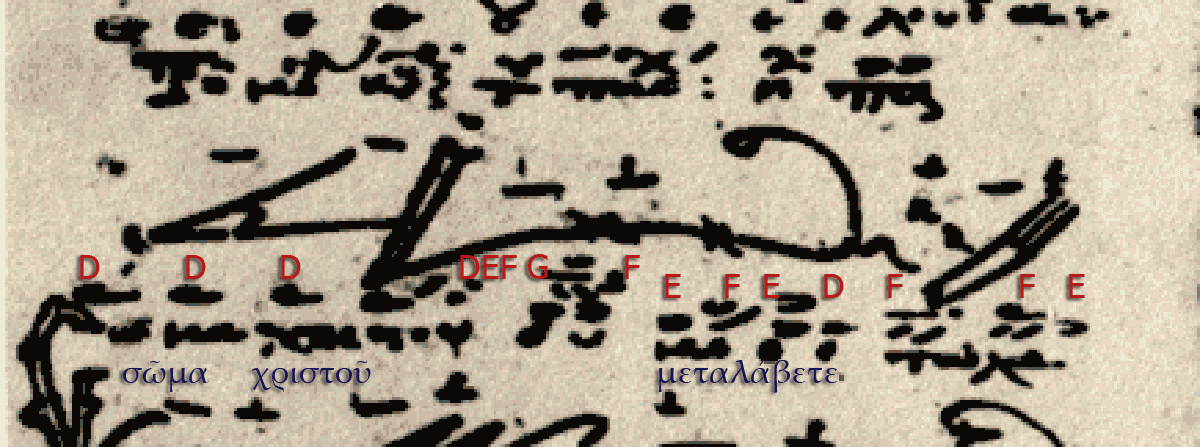
Пасхальный койноникон σῶμα χριστοῦ μεταλάβετε в эхос плагиос протос со старым хеирономиай (знаки руки) или нотация Асматикона и их транскрипцией в византийскую круглую запись в рукописи XIV века (GR-KA Ms. 8, fol. 36v)

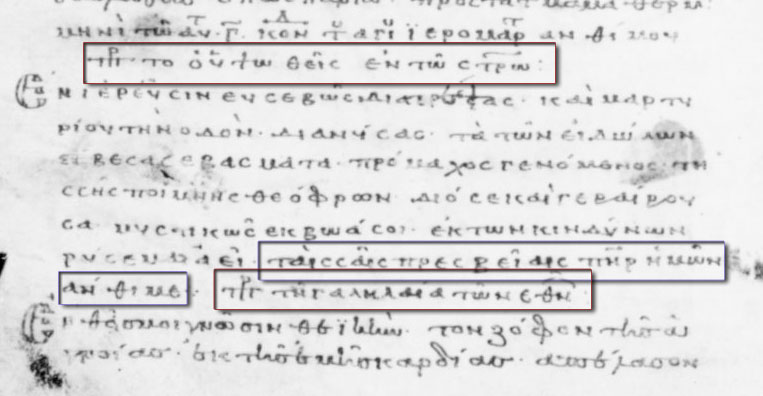
Контакион ἐν ἱερεῦσιν εὐσεβῶς διαπρέψας для святого Анфима (μηνὶ τῷ αὐτῷ ·Γ᾽· «в том же месяце 3-го»: 3 сентября), спетый с мелодией идиомелона ὁ ὑψωθεῖς ἐν τῷ σταυρῷ (прооймион) и с мелодией ойкоса τῇ γαλιλαίᾳ τῶν ἐθνῶν (ойкой) в эхос тетартос (ET-MSsc Ms. Gr. 925, f.2v)

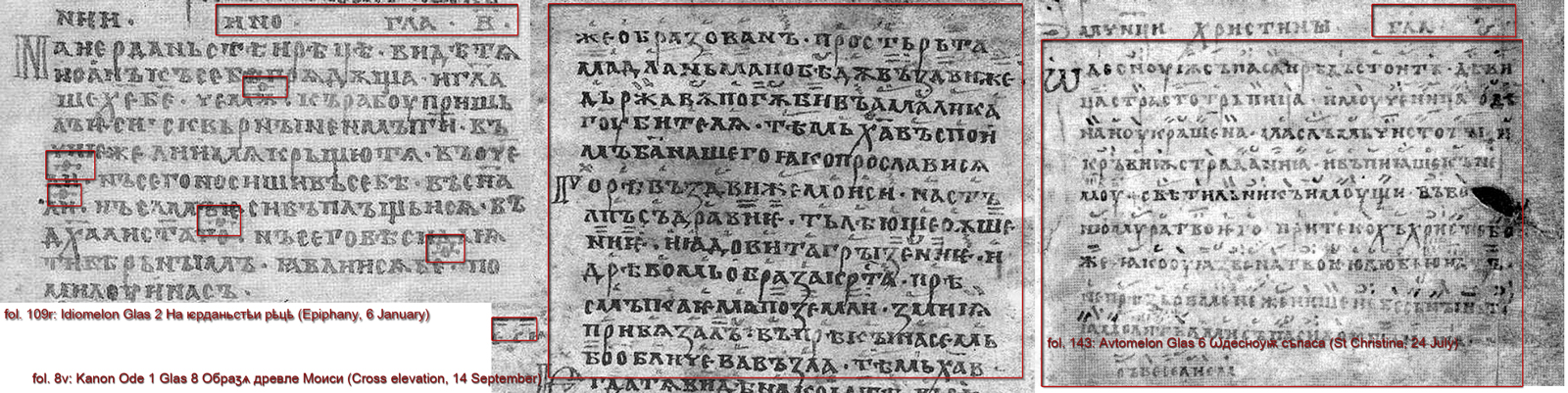
Тета и знаменная нотация на страницах Октоиха XI века Киевской Руси (RUS-Mda Fond 381 Ms. 131)

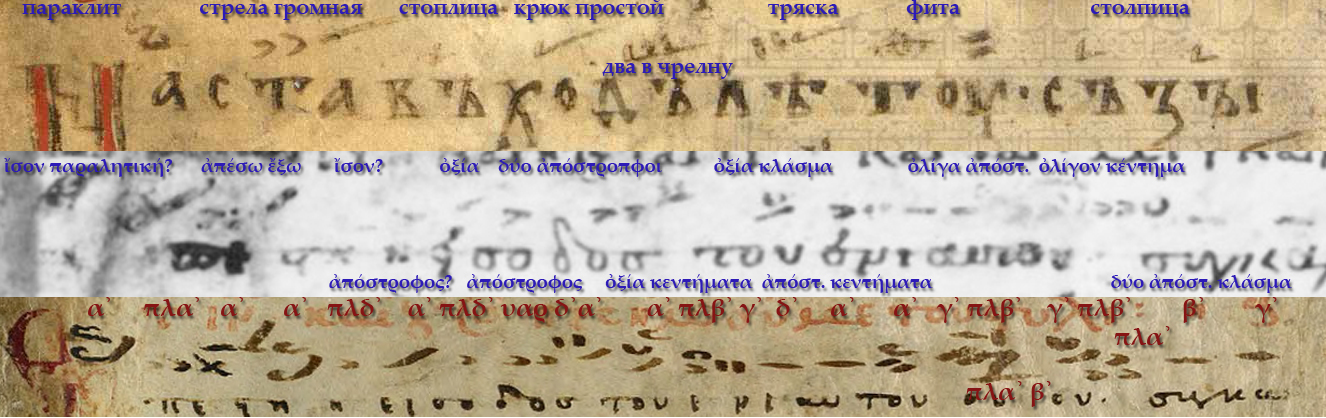
Самогласен наста въходъ в гласе 1 (SAV 1) в трёх стихирах: знамённая запись (RUS-Mda fond 381 Ms. 152, f.1v), Coislin notation (ET-MSsc Ms. Gr. 1217, f.2r) и средневизантийская нотация (DK-Kk Ms. NkS 4960, f.1r)

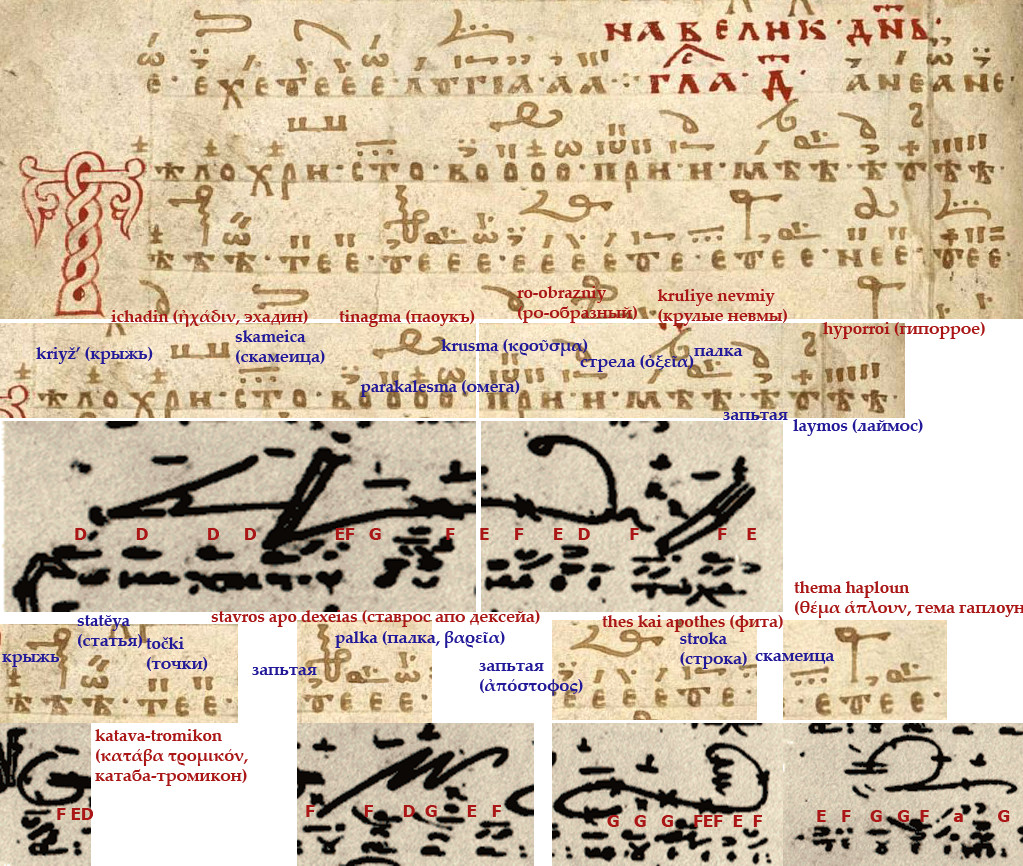
Пасхальный койноникон тҍло христово / σῶμα χριστοῦ («Тело Христа») в отголосках плагиос протос, записанных кондакарной нотацией в 2 ряда: большие (красные названия) и маленькие знаки (синие названия) (RUS-SPsc Ms. Q.п.I.32, f.97v; GR-KA Ms. 8, f.36v)

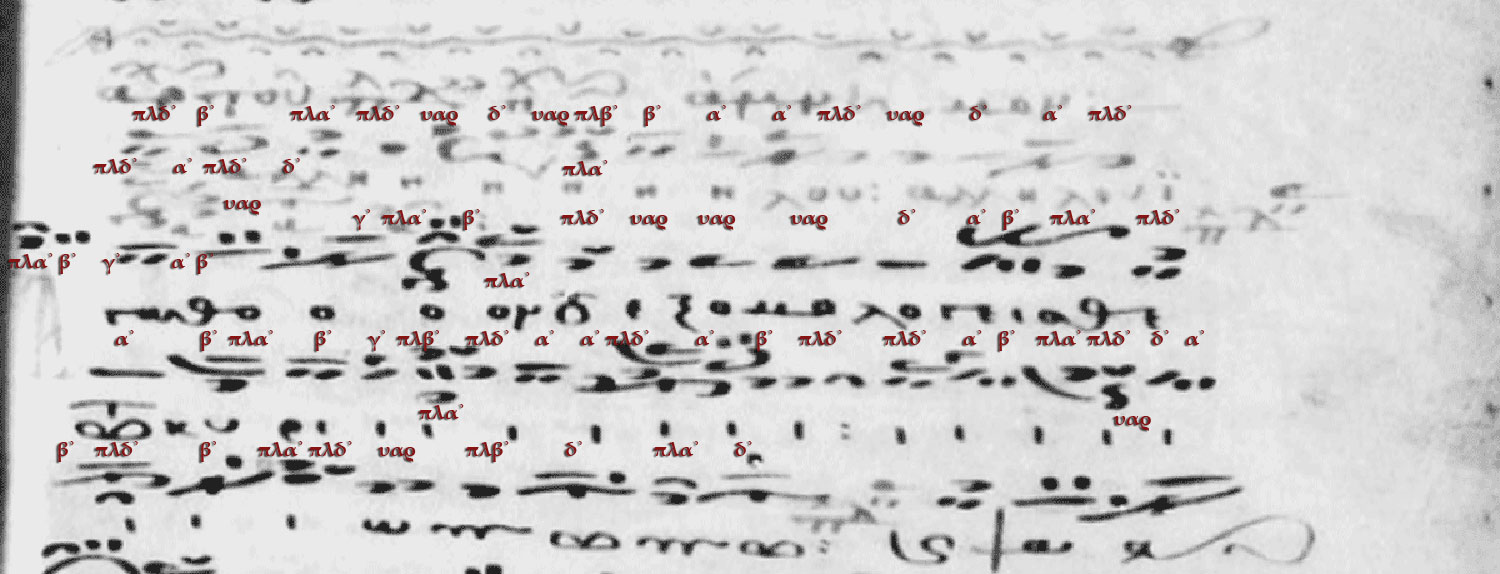
Псалом 91:2–3 ᾿Αγαθὸν τὸ ἐξομολογεῖσθαι τῷ κυρίῳ καὶ ψάλλειν τῷ ὀνόματί σου с аллелюрией в эхос плагиос тетартос (Аллелоия воздерживается от написания красными чернилами перед разделом эхос плагиос) в контакарионе около 1300 г. (F-Pn фонды grec, Ms. 397, f.43r)

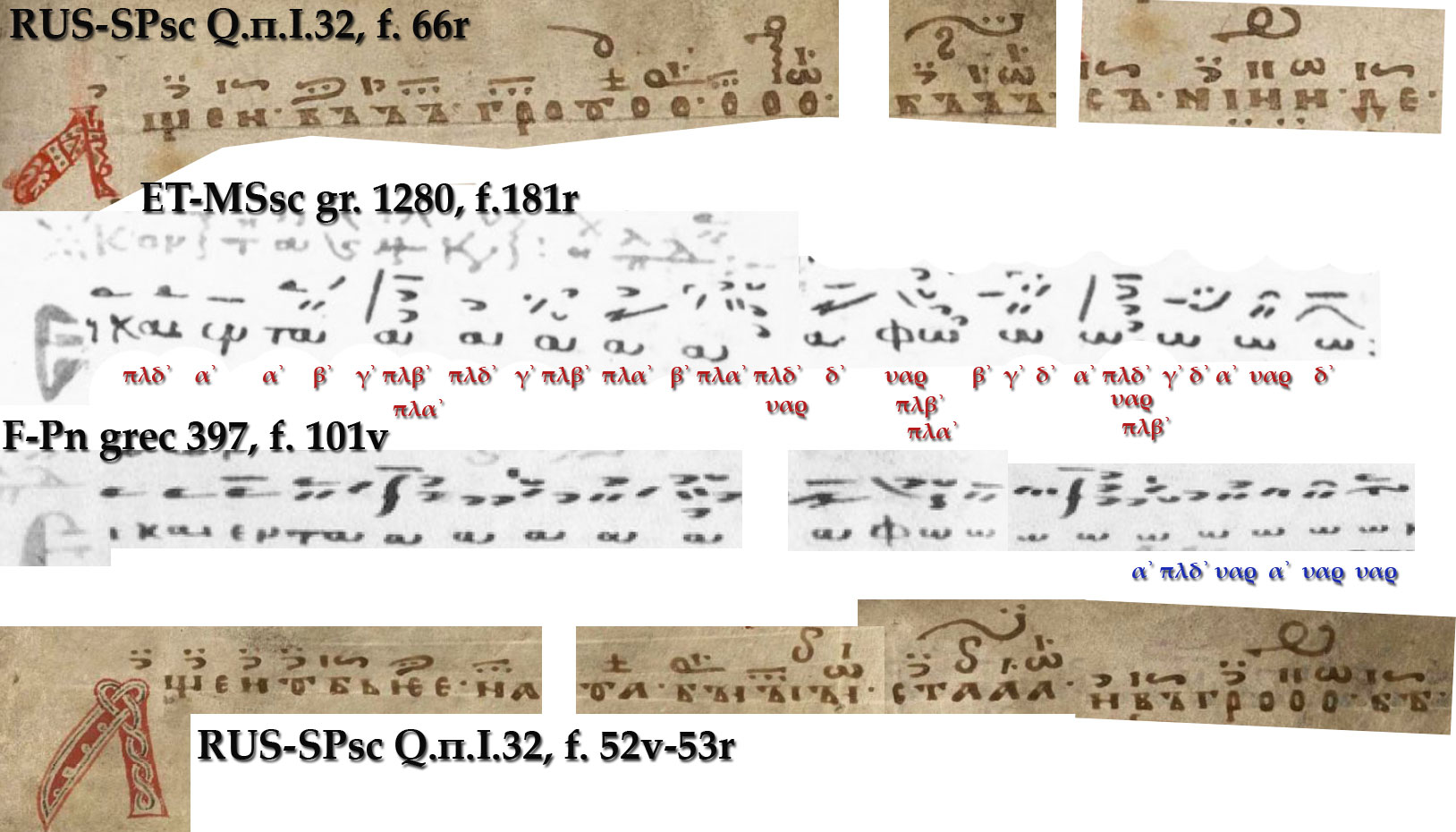
Пасхальный кондак Аще и въ гробъ (Пасхальный контакион Εἰ καὶ ἐν τάφῳ) в эхос плагиос тетартос и его кондак-просомойон Аще и убьѥна быста (24 июля Борис и Глеб) (RUS-SPsc Ms. Q.п.I.32, ET-MSsc Ms. Sin. Gr. 1280, F-Pn фонды grec Ms. 397)

## Галерея

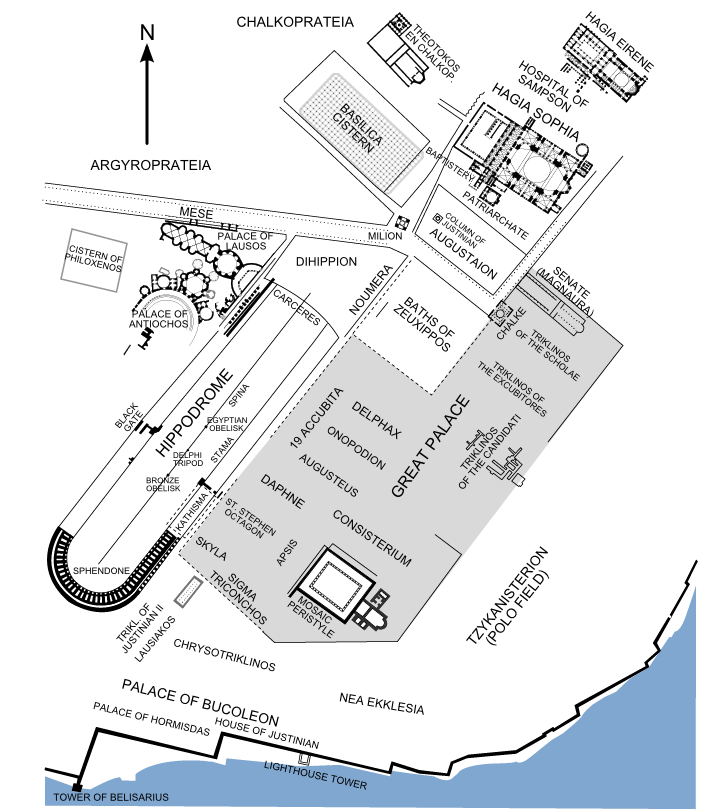
Карта Большого дворца, расположенного между Ипподромом и Собором Святой Софии. Структуры Большого дворца показаны в их приблизительном положении, полученном из литературных источников. Сохранившиеся сооружения в чёрном.
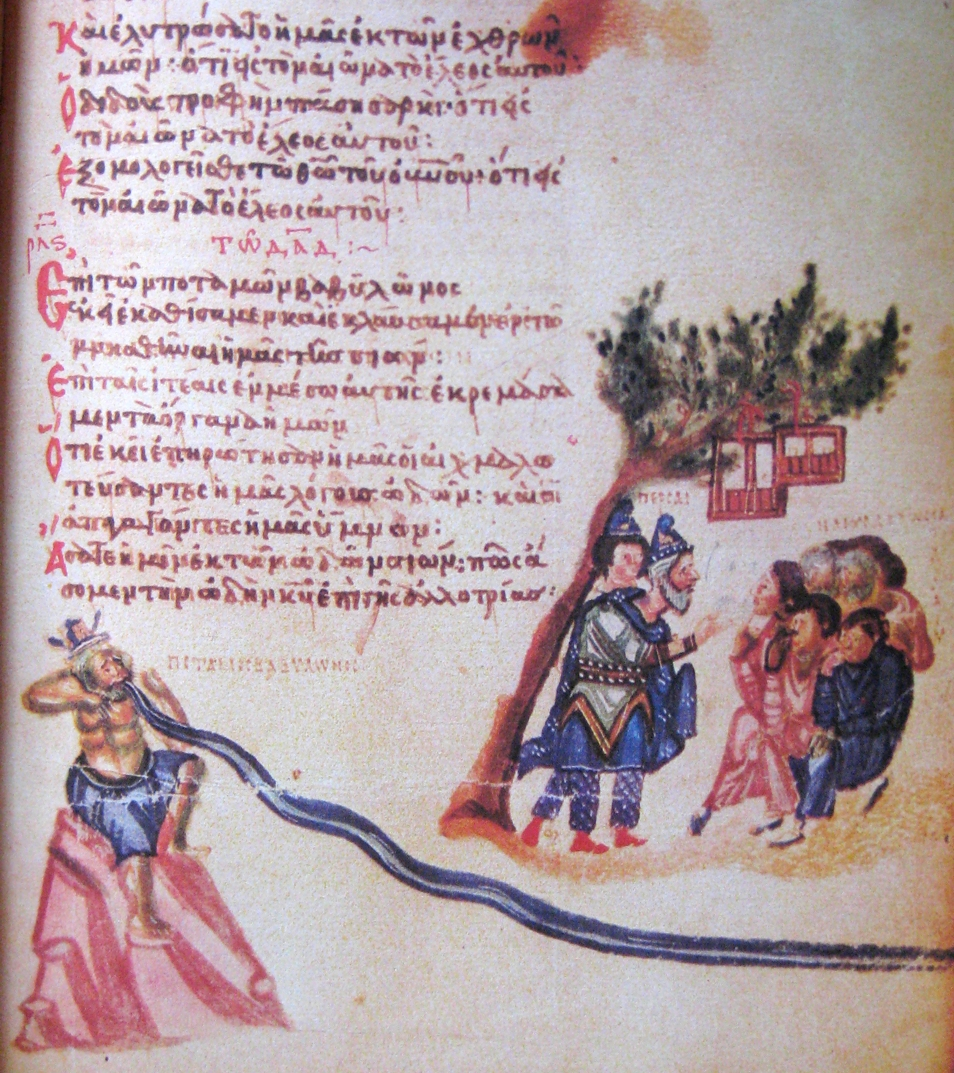
Хлудовская псалтырь, IX век (RUS-Mim Ms. D.129, фол. 135) Вавилонская река как иллюстрация Пс. 137:1–3
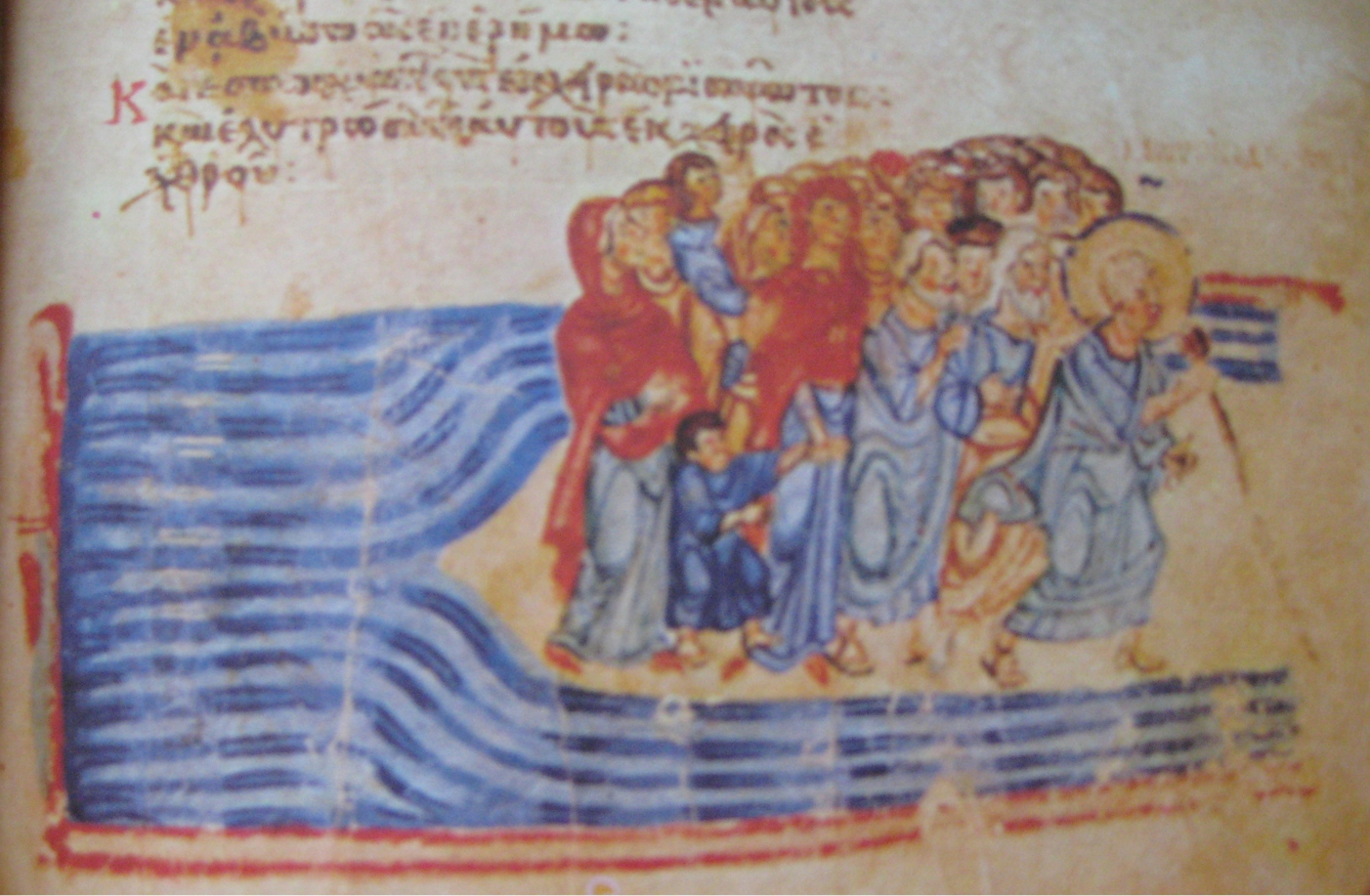
Хлудовская псалтырь, начало кантикул
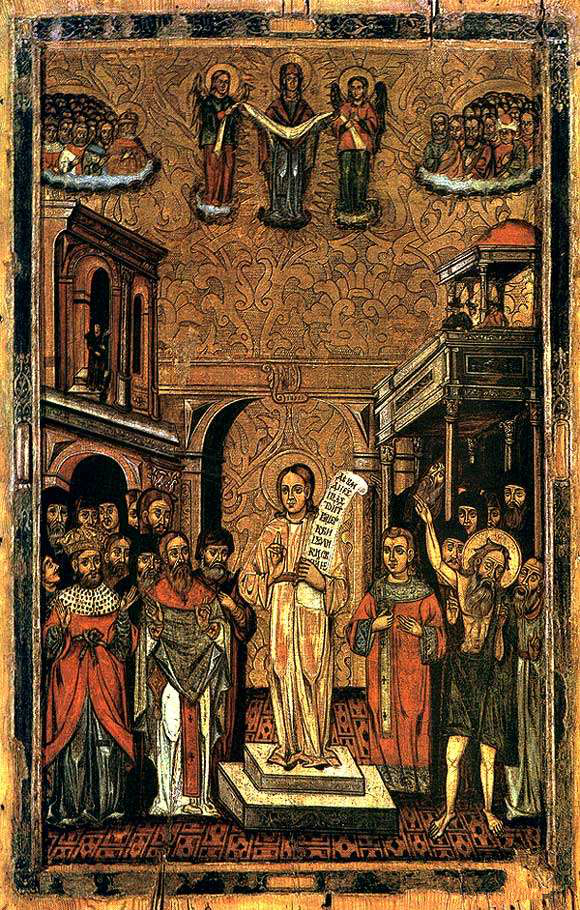
Икона, изображающая Романа Сладкопевца (ок. 490–556 гг.) со свитком контакиона
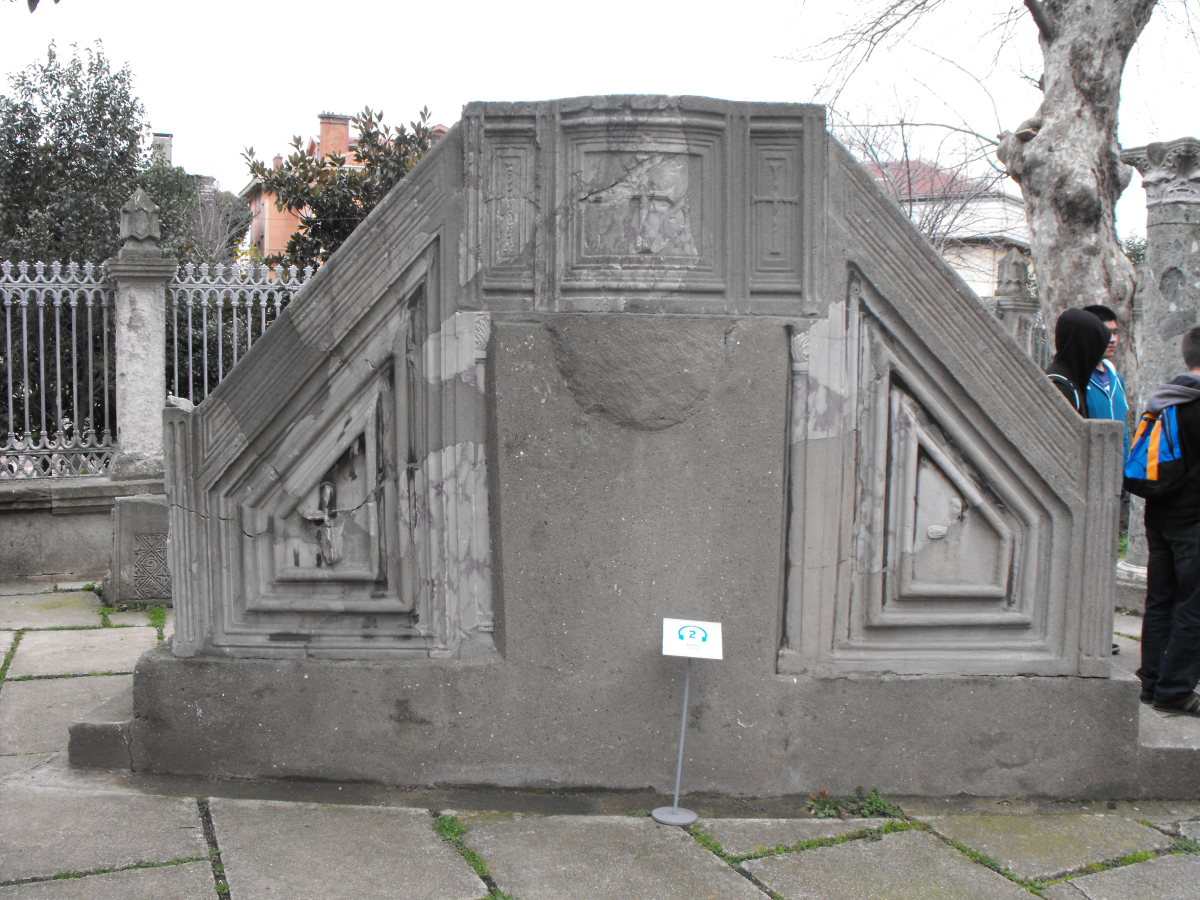
Древний амвон снаружи Собора Святой Софии
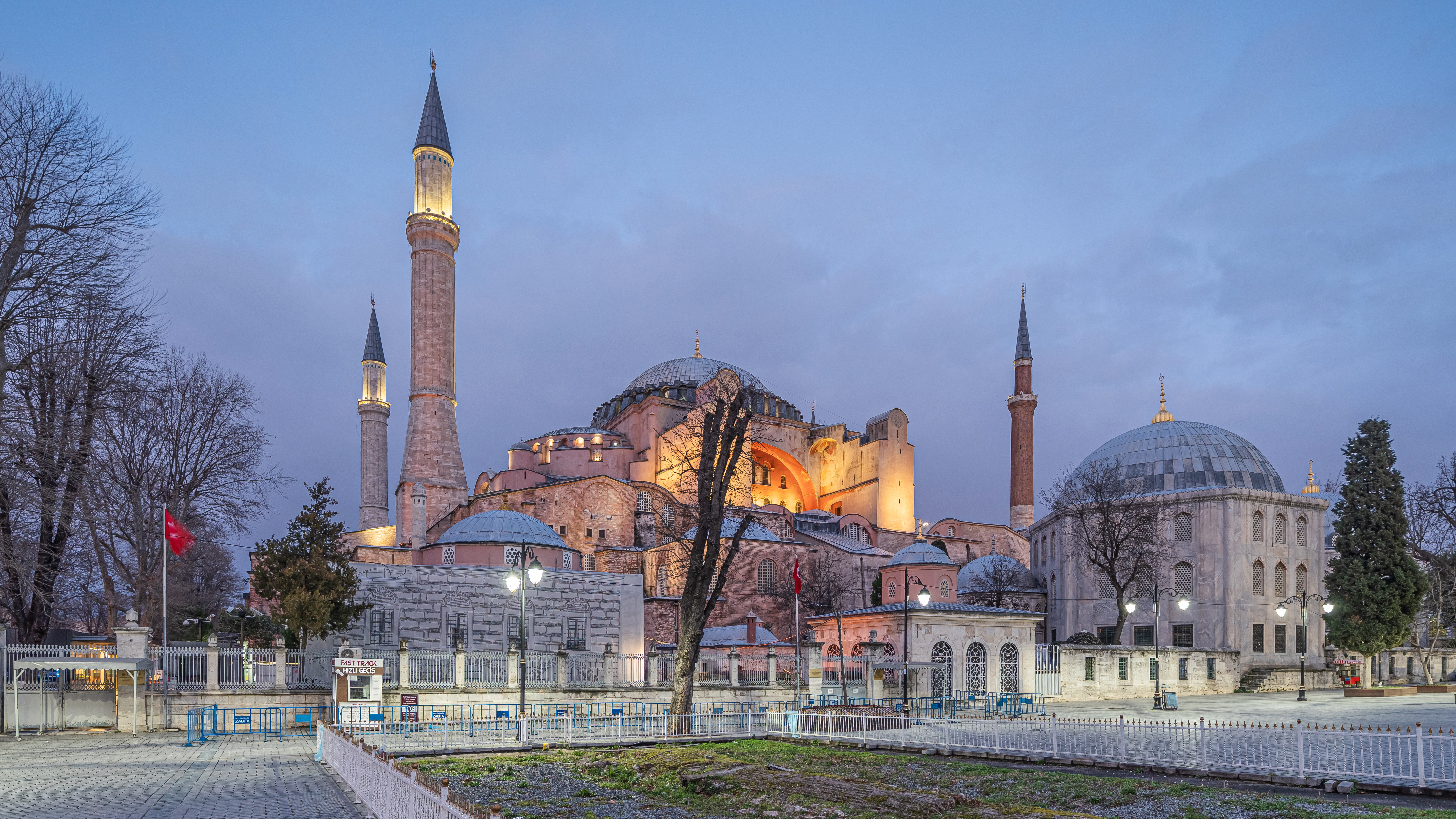
Константинопольский Собор Святой Софии с элементами, добавленными позже для перехода, чтобы стабилизировать строительство купола
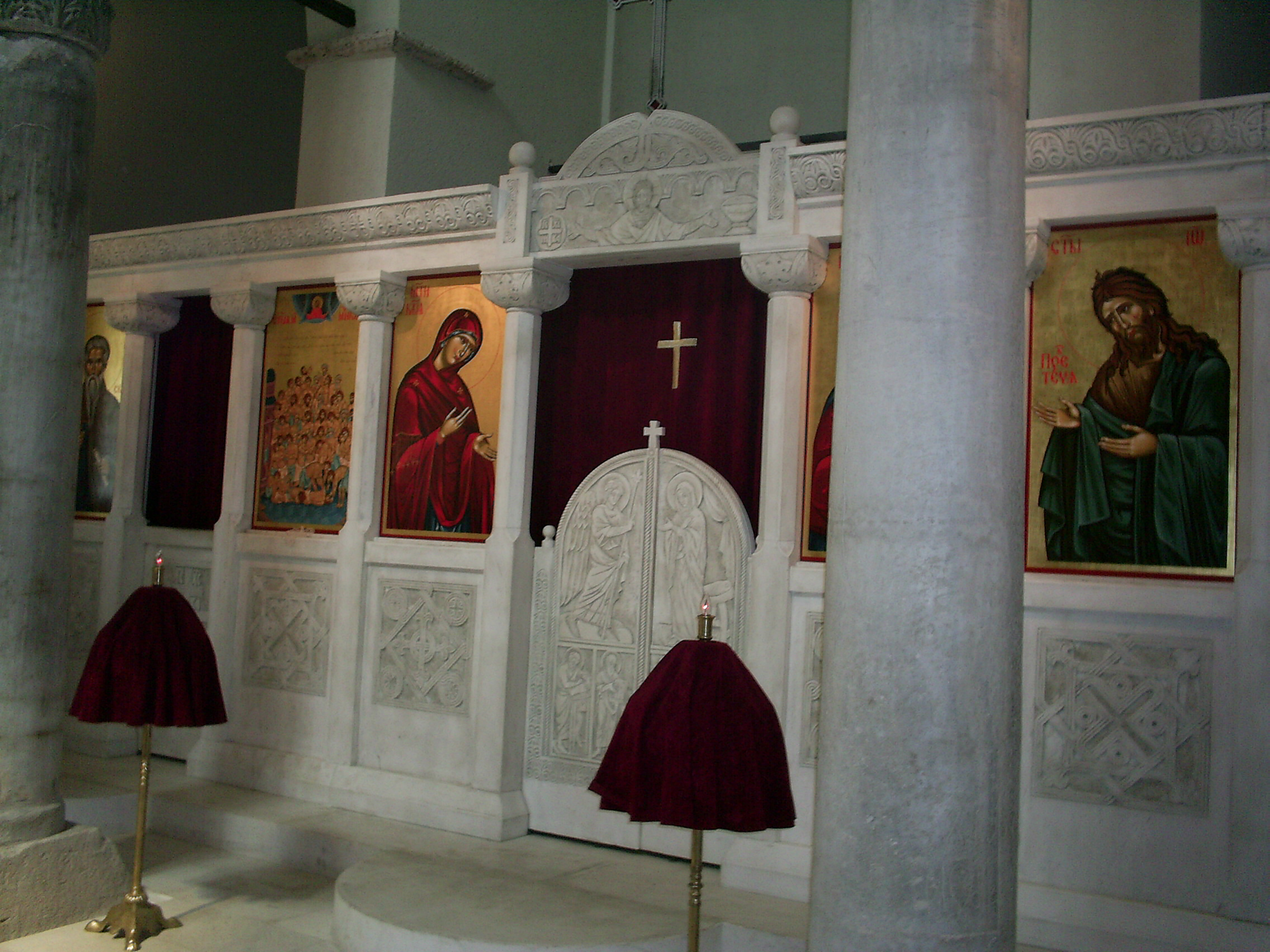
Иконостас в Константинопольском стиле реконструирован для Церкви Сорока мучеников в Велико-Тырново (Болгария)
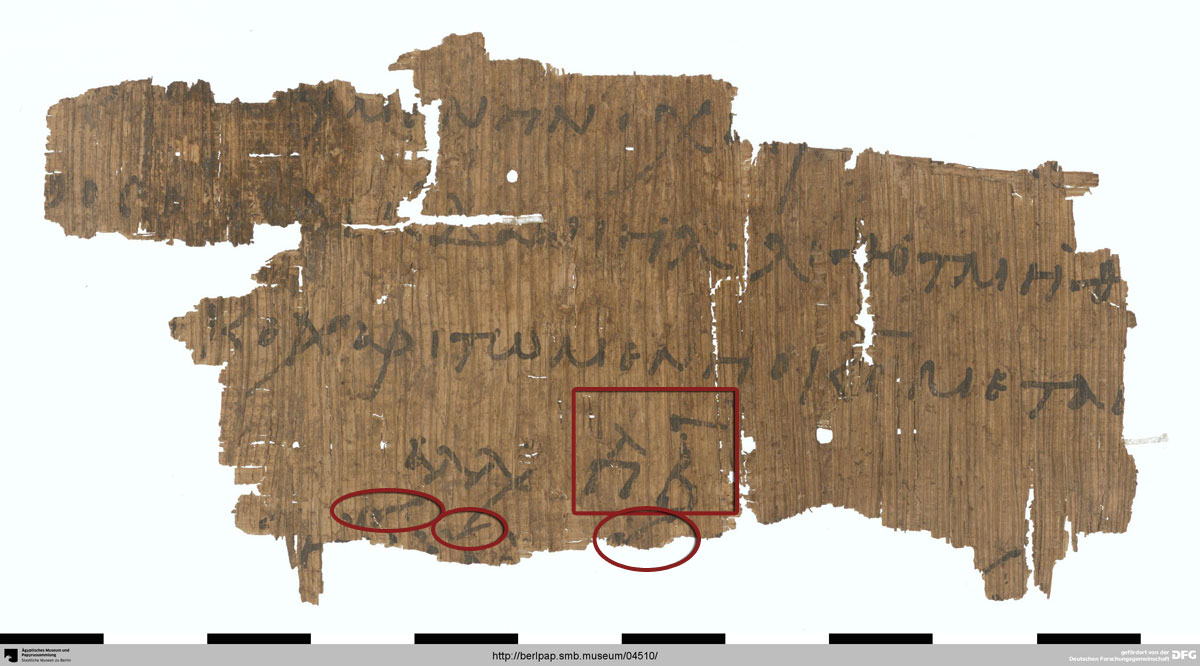
Обнаруженный в Египте фрагмент папируса тропологиона VI века, отмеченный красным, является модальной подписью и некоторыми ранними эконетическими признаками следующего феотокиона («другого»), который состоит из мелоса эхос плагиос девтерос (D-Bk P. 21319)
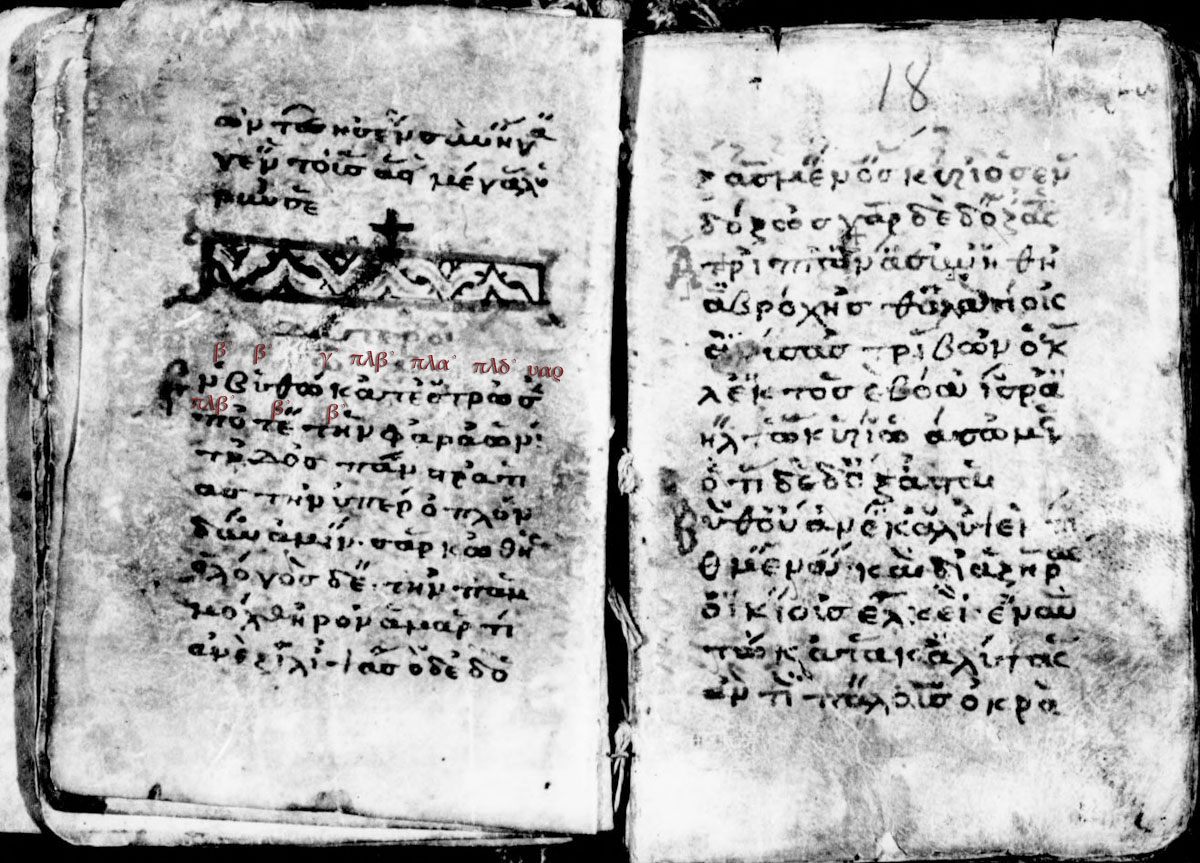
Часть эхос девтерос с настройками первой оды (OdO) греческого Хеирмологиона с нотацией Койслина как палимпсеста на страницах бывшего тропологиона (ET-MSsc Ms. Gr. 929, ff. 17v-18r)
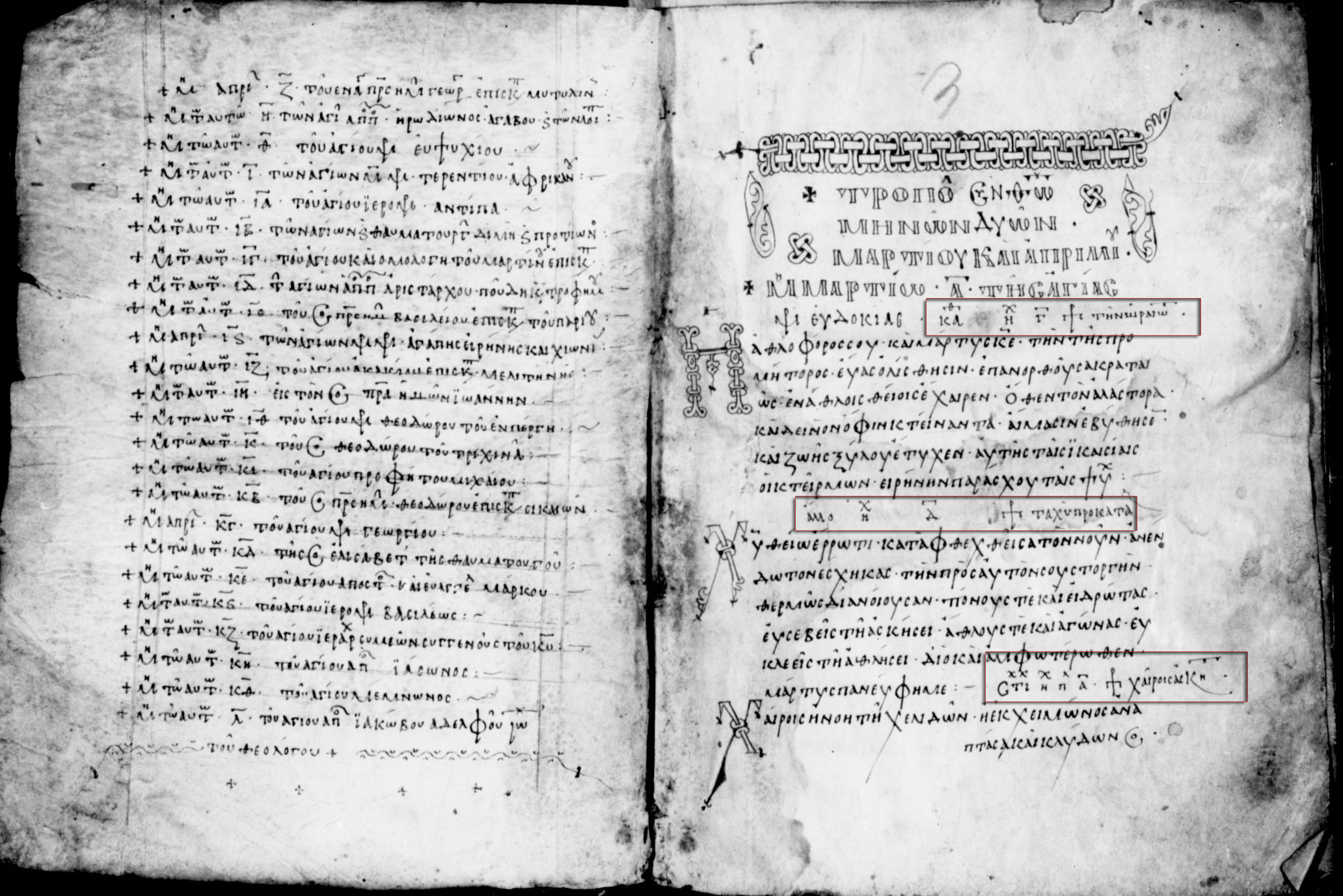
Минея с двумя кафизмами (эхос тритос и тетартос), посвящёнными святой Евдокии (1 марта) и стихерон просомион χαῖροις ἡ νοητῇ χελιδῶν в эхос плагиос протос, который должен быть спет с мелосом автомелоны χαῖροις ἀσκητικῶν. Книжник испортил книгу Τροπολόγιον σῦν Θεῷ τῶν μηνῶν δυῶν μαρτίου καὶ ἀπριλλίου (ET-MSsc Ms. Gr. 607, ff. 2v-3r)
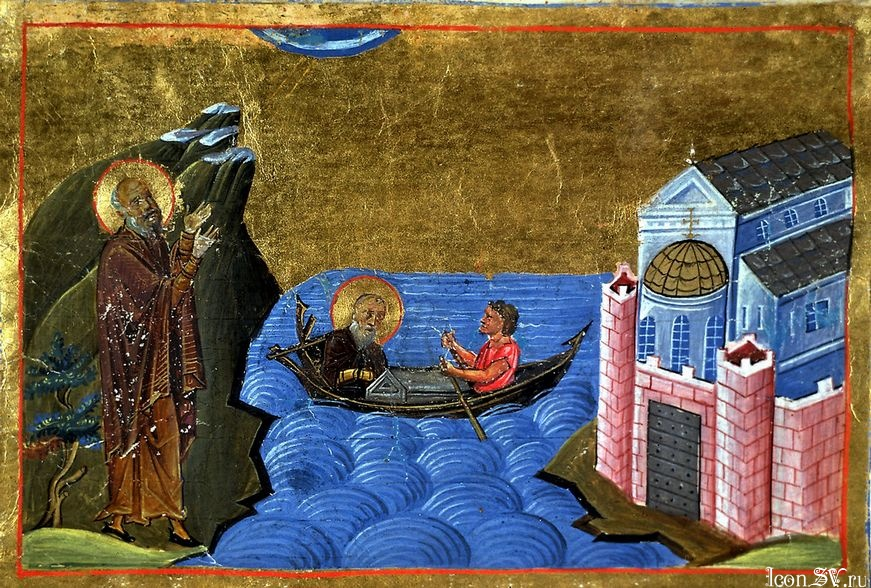
Феодор и Студийский монастырь в Минологии Василия II, иллюминация для синаксаря о нём (I-Rvat Код. Ват. гр. 1613, стр. 175)
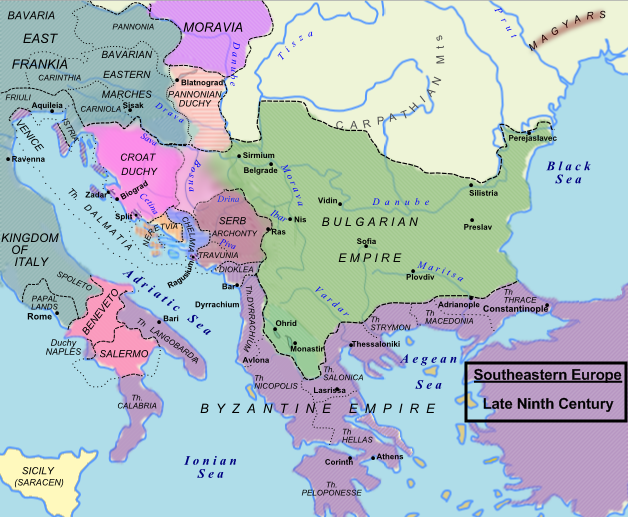
Италия и Балканы в конце IX века
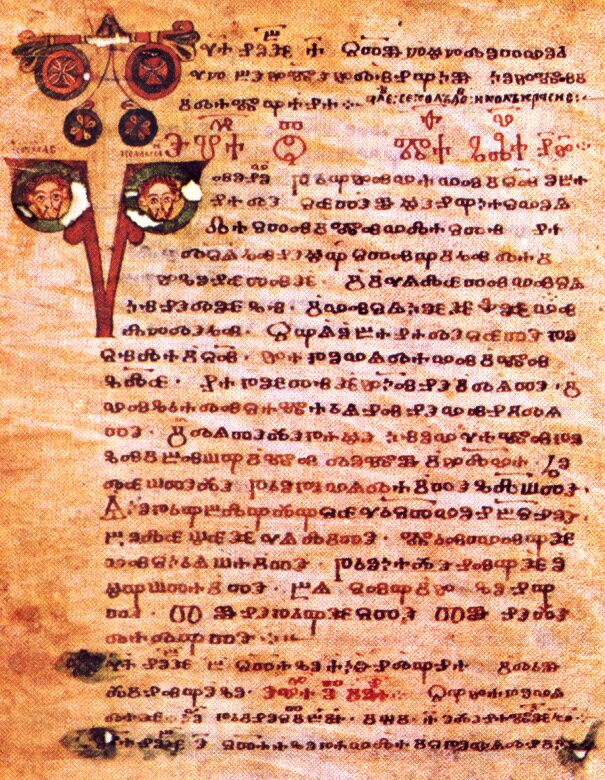
Страница апракоса лекционера, известного как Кодекс Ассеманиус (I-Rvat Код. Ват. слав. 3, f. 123v)
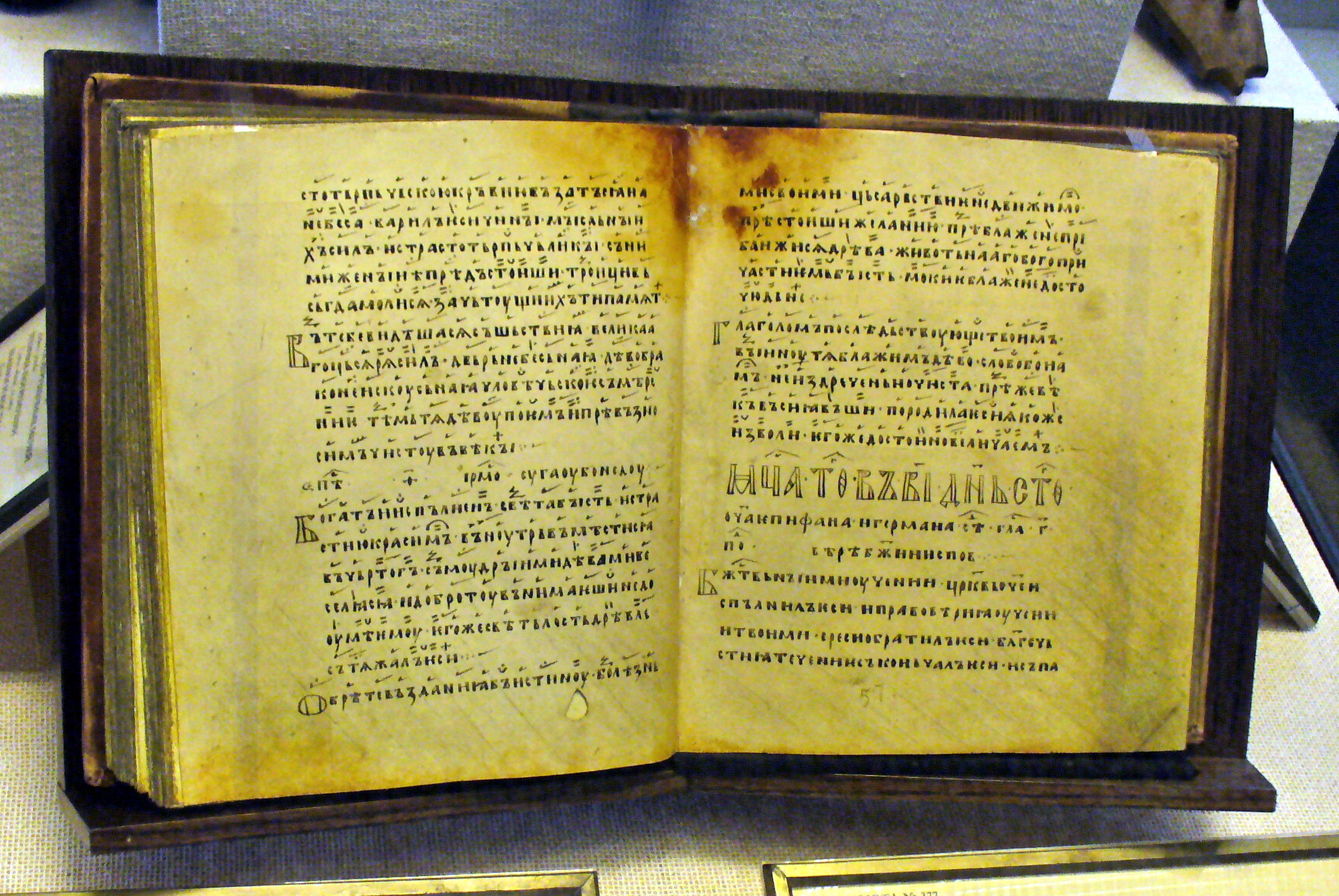
Минея служебная со страницей за 12 мая, праздник святых отцов Епифания и Германа (RUS-Mim Ms. Sin. 166, f. 57r)
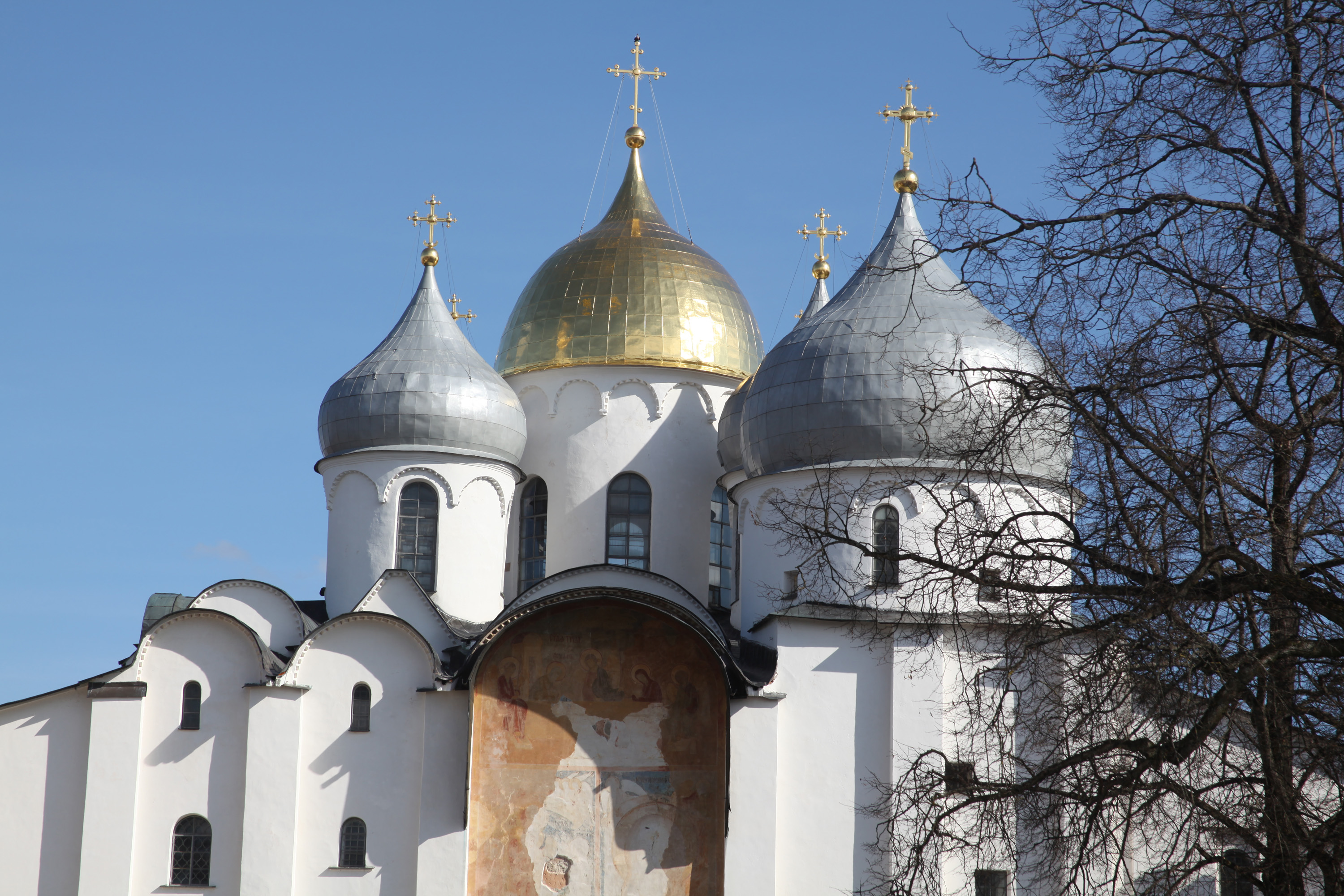
Софийский собор Великого Новгорода (XI век)
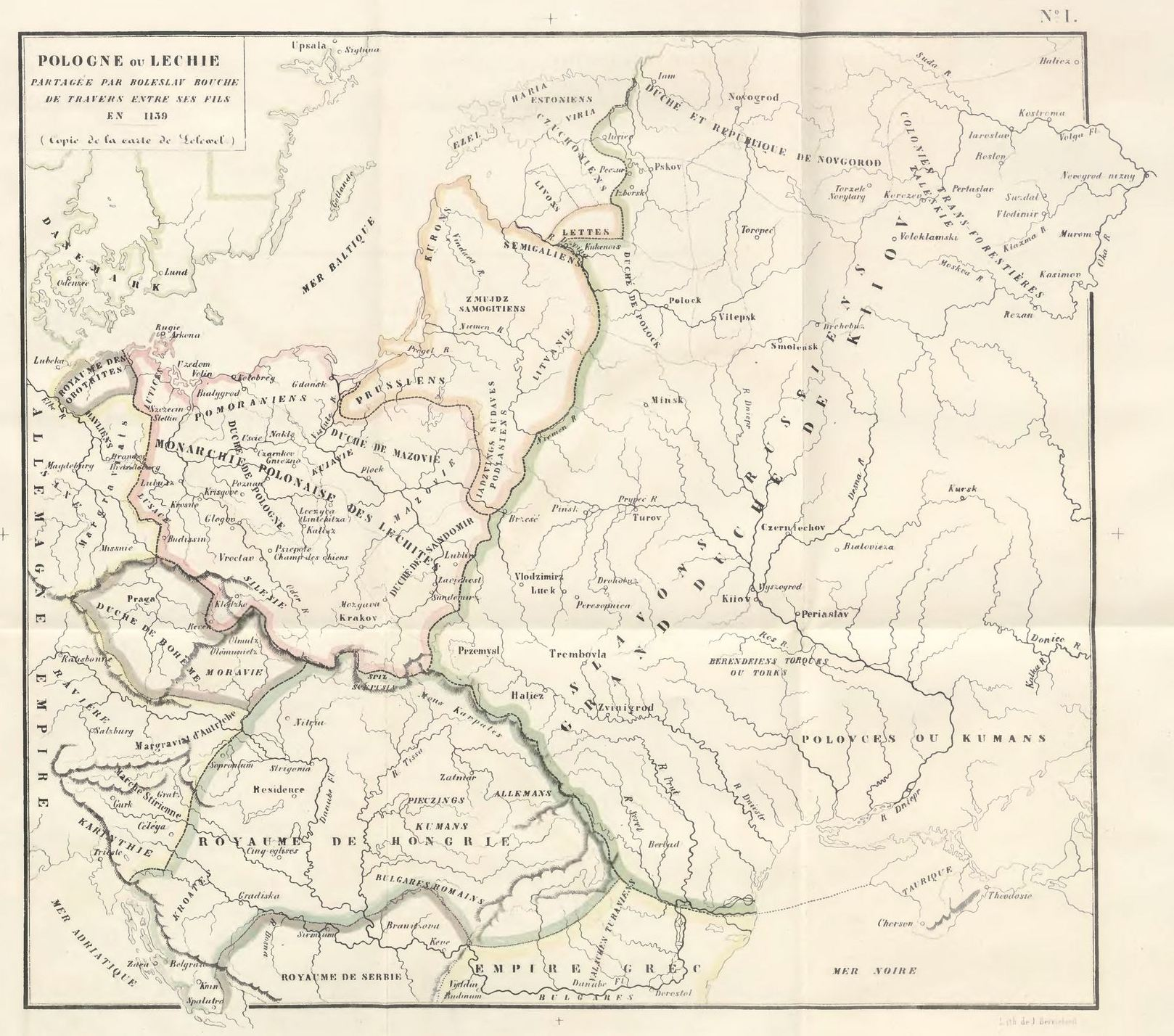
Карта 1139 г. Великого княжества Киевского, где северо-восточные территории определены как Трансфоррест Колонии (Залесье) Иоахима Лелевеля
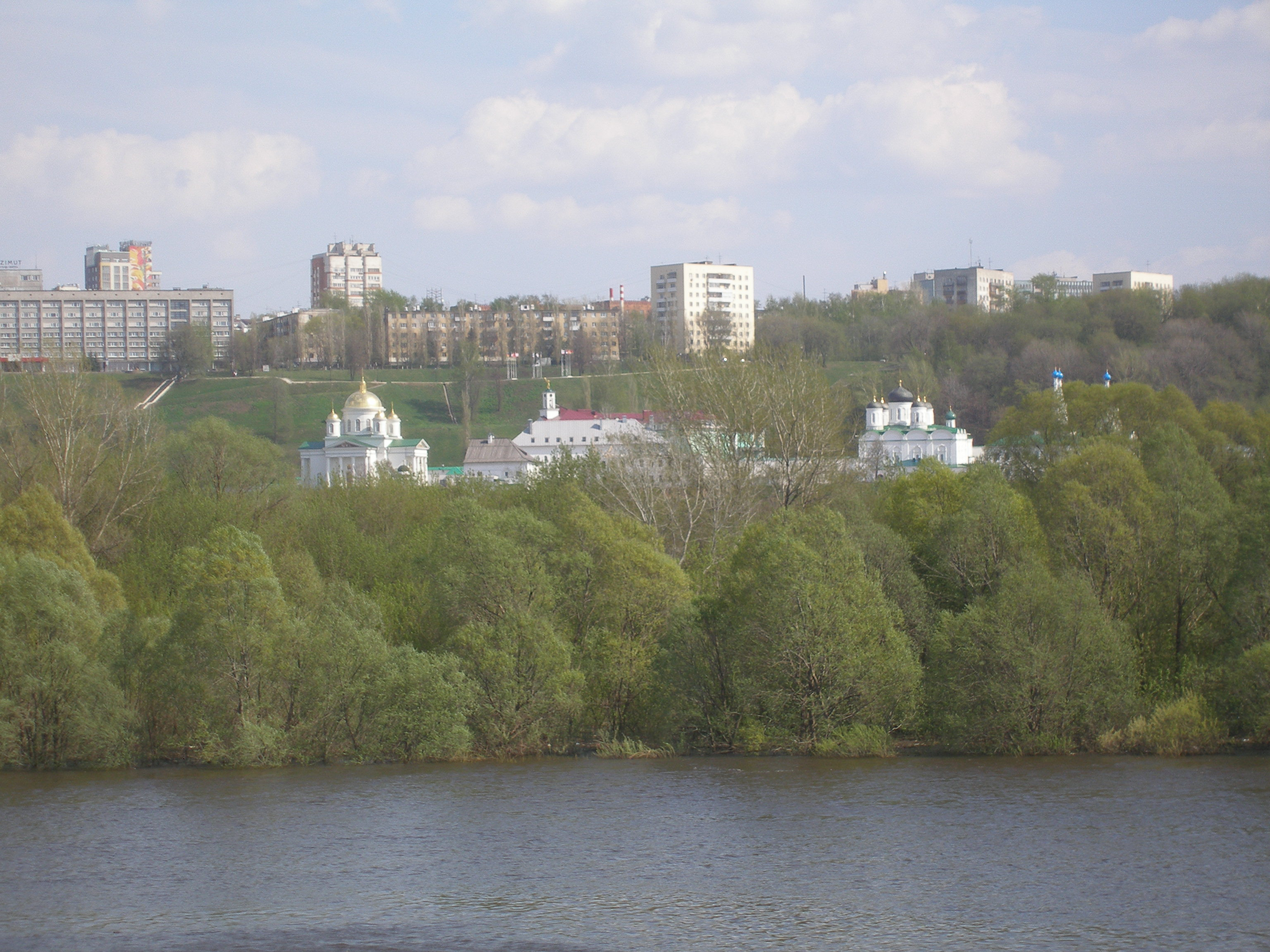
Благовещенский монастырь в Нижнем Новгороде
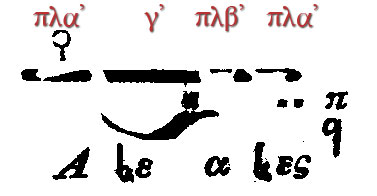
Энехема плагиос протоса
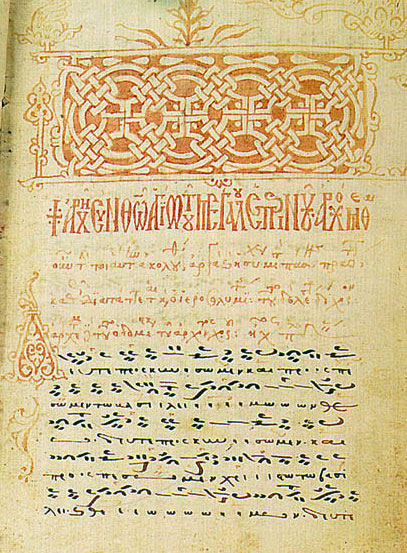
Аколуфиай написан в 1433 году (GR-AOpk, Ms. 214)